# کن توس
کن توس (انگلیسی: Ken Birch; ۳۱ دسامبر ۱۹۳۳ – ۲۴ آوریل ۲۰۱۵) بازیکن فوتبال اهل بریتانیا بود.
از باشگاه‌هایی که در آن بازی کرده‌است می‌توان به باشگاه فوتبال چلمزفورد سیتی، باشگاه فوتبال ساوت‌همپتون و باشگاه فوتبال اورتون اشاره کرد.